# Индетерминизм
Индетермини́зм (от лат. in — не и лат. determinare — определять) — философское воззрение и методологическая позиция, отрицающие либо объективность причинной связи (онтологический индетерминизм), либо познавательную значимость причинного объяснения в науке (методологический индетерминизм). В философии науки: концепция, согласно которой фундаментальные законы природы имеют вероятностный характер, а случай является не только равноправной по отношению к необходимости сущностью природы, но и более фундаментальной, позволяющей объяснить её самотворящий и эволюционный характер. Индетерминизм может быть как теологическим, отрицающим самодостаточность природы и апеллирующим к Богу для объяснения целостности и эволюции природы, так и натуралистическим, исходящим из идеи самодостаточной природы. Противоположен детерминизму.